# کاسالنوووو مونتروتارو
کاسالنوووو مونتروتارو (به ایتالیایی: Casalnuovo Monterotaro) یک کومونه در ایتالیا است که در استان فوجا واقع شده‌است.

## خصوصیات
کاسالنوووو مونتروتارو ۴۸٫۱۰ کیلومترمربع مساحت و ۱٬۷۵۱ نفر جمعیت دارد و ۴۳۲ متر بالاتر از سطح دریا واقع شده‌است.